# Rhammatocerus pseudocyanipes
Rhammatocerus pseudocyanipes is een rechtvleugelig insect uit de familie veldsprinkhanen (Acrididae). De wetenschappelijke naam van deze soort is voor het eerst geldig gepubliceerd in 1997 door Assis-Pujol.